# Éjszaka (tévéjáték)
Az Éjszaka egy színes magyar filmdráma, tévéjáték Sánta Ferenc Az áruló címmel 1966-ban megjelent kisregénye, valamint az ebből 1968-ban Éjszaka címen színpadra átírt drámaváltozata alapján Tolnai Miklós főszereplésével Gaál István rendezésében.
Bemutatására 1989. október 12-én, csütörtökön a Magyar Televízió TV1 csatornáján 20.05-ös kezdettel került sor a Budapesti Művészeti Hetek keretében.

## Készítették
- Rendező: Gaál István
- Írta: Sánta Ferenc
- Operatőr: Vecsernyés János
- Gyártásvezető: Tiszeker László
- Jelmeztervező: Tóth Barna
- Díszlettervező: Mátay Lívia
- Hangmérnök: Herbert István, Horváth András

## Szereplők
| Szerep   | Megjegyzés | Színész       |
| -------- | --- | ------------- |
| Író      | Az éjszaka a huszita háborúk időszakában történt esemény elevenedik meg az otthonában, amelyet elképzel, és hajnalhastakor a szereplők eltűnnek,mint a kámfor. | Tolnai Miklós |
| Václáv   | Václáv Jásek, huszita zsoldoskatona, korábban császárpárti, akit az akkor még huszita Zsitomir tett huszitává                                                  | Papp Zoltán   |
| Zsitamin | Jan Zsitomir, császárhű diák Prágából, akit Eusebius térített meg, hogy álljon át a husztitáktól                                                               | Rátóti Zoltán |
| Eusebius | pap, pápai képviselő Prágából | Nagy Attila   |
| Paraszt  | Csehországból | Almási Albert |

## Fogadtatás
„Az éjszaka című tévéjáték Az áruló változata, ezt láttuk előbb, majd másnap hallhattuk azt a beszélgetést, amit még áprilisban vettek fel. Jobb lett volna fordítva, mert Sánta világos, emberségtől áthatott szavai, melyek akár vezérfonálul is használhatók napjainkban, jó bevezetést jelentenek műveihez. Egy nagy írót és felelősségtől áthatott igaz embert hallhattunk, s közben mégis csak arra kellett gondolnunk, miért kellett fél esztendeig várni Sánta Ferenc vallomásának vetítésével, pedig az elmúlt hónapokban sokat segíthetett volna az útkeresésben, az eszmék tisztázásában, a követésre érdemes gyakorlat kialakításában. Sánta Ferenc az elmúlt negyven esztendőt foglalta össze, annak minden tanulságával. A forradalom figyelmeztetett, aminek 1945-ben is tanúi voltunk, mindig történelmi szükségszerűség eredménye, amelynek megvan a maga etikája. Nálunk munkások, parasztok történelmi felelősségtudattal fogtak sorsuk intézéséhez, ezt árulta el Rákosi és csoportja, ezt számolta fel a sztálinista gyakorlat. A forradalom etikáját felváltotta az önkény, a politikai kizárólagosság, márpedig minden monopólium a butaság szervezett formája, amelyben nincs helye az értéknek, a kontraszelekció szabályoz mindent, s többé nem a szabadság az uralkodó eszme, mert a parancsuralom nem tűr ellentmondást. 
1956 után Kádár is, külső ösztönzésre, a forradalom ellen fordult, megtartotta a régi berendezkedést, ami a kontraszelekció fenntartását jelentette. A szabadság és reform, mondta Sánta Ferenc, egymást feltételező fogalom, minden jó a szabadságból ered, de a szabadság – s ezt megismételte – az erkölcsi normák betartását jelenti, a szabadság nem kötetlenség, önkény, mert a szabadság megértést is jelent, a más vélemény tiszteletben tartását, tehát divatos szóval tolerancia. Megszívlelendő szavak, méltók immár klasszikus értékű művei, a Húsz óra, az Ötödik pecsét, Az áruló szerzőjéhez. Sánta munkásságában a központi gondolat a szabadság kérdése, erről szól az Éjszaka is, melyben a történetnél, magánál a cselekménynél fontosabb a szituáció, ami válaszút elé állítja hőseit. A történet a huszita háborúk idején játszódik, de történhetnék a keresztes háborúk korában vagy Mohács után, mert az ember számára a végső dilemma az, hogy sorsa politikai érv lesz, s végtére közömbös, kiknek oldalán áll Václáv Jásek és Jan Zsitomir, mert akkor is egymás ellen játsszák ki őket, ha helyet cserélnek. A Paraszt pedig, aki tehetetlenül vergődik a hatalmi szándékok között, úgy védekezik, ahogy tud, megszökik a harcból, hogy felszánthassa földjét, s ha úgy adódik elhajtja a katonák lovát, mert fontosabb számára, hogy enni adhasson mindig éhező családjának. Keserű parabola Sánta Ferenc története, amelynek középpontjában a múlt árnyait idéző író áll, nem az igazságtevés, hanem az igazságkeresés tiszta szándékával. Jó a tévéváltozat, a rendező Gaál Istvánt, aki a forgatókönyvet is írta, a nagy mű iránti alázat vezette, filmje nem több és nem is jobb, mint Sánta alkotása, hanem annak ábrázolása, s ez legfőbb erénye. A szereplők is ezt szolgálják, Tolnai Miklós, Papp Zoltán, Rátóti Zoltán, Nagy Attila, Almási Albert. Az éjszaka bemutatója így lett a Budapesti Művészeti Hetek emlékezetes eseménye.”